# Сятри
Ся́три (рос. Сятры, чув. Çатра) — присілок у складі Цівільського району Чувашії, Росія. Входить до складу Ігорварського сільського поселення.
Населення — 52 особи (2010; 60 у 2002).
Національний склад:
- чуваші — 98 %